# Lorica (biologia)
Una lorica en biologia és com una closca protectora externa, sovint reforçada amb grans de sorra i altres partícules que secreten alguns protozoa i metazoa loricifera. Normalment tenen forma tubular o cònica, amb una tapa solta que està tancada per un extrem. Un exemple és en el gènere protozoà Stentor, en el qual la lorica té forma de trompeta. En els tintinnids, la lorica sovint és transparent. Halofolliculina corallasia és una lorica unida a una estructura externa, i és retràctil.
Hi ha tres fases en la formació de loriques: aglomeració; extensió helical; i estabilització.